# Åke Skarp
Nils Åke Skarp, född 31 mars 1915 i Yxenhult, Skånes-Fagerhults socken, död 22 juli 2005 i Vadstena , var en svensk officer i Armén.

## Biografi
Skarp blev 1942 fänrik i Armén. År 1944 befordrades han till löjtnant, år 1950 till kapten, år 1960 till major, år 1964 till överstelöjtnant och 1968 till överste.
Skarp inledde sin militära karriär i Armén vid Sundsvalls luftvärnskår. Åren 1947–1949 studerade han vid Artilleri- och ingenjörhögskolans högre kurs. Åren 1953–1955 var han officer i generalstabskåren och tjänstgjorde vid II. militärområdesstaben i Östersund. Åren 1955–1959 tjänstgjorde han vid försvarsstaben. Åren 1959–1961 tjänstgjorde han på Sundsvalls luftvärnskår. Åren 1961–1966 var han avdelningschef för kommunikationsavdelningen vid försvarsstaben. Åren 1966–1968 tjänstgjorde han vid Nedre Norrlands militärområdesstab. Åren 1968–1975 var han chef för Sundsvalls luftvärnskår. Skarp gick i pension och lämnade försvaret 1975. Åren 1977–1979 var han moderat ledamot i Sundsvalls kommunfullmäktige.
Skarp gifte sig 1944 med Märta Kugelberg.